# Vinzenz Kotzina
Vinzenz Kotzina (* 30. März 1908 in Neunkirchen, Niederösterreich; † 13. April 1988 in Gutau, Oberösterreich) war ein österreichischer Politiker (ÖVP).
Vinzenz Kotzina besuchte von 1919 bis 1926 die Realschule Wiener Neustadt in Wiener Neustadt. Er absolvierte ein Studium an den Universitäten Wien und Freiburg im Üechtland.
Er war Stellvertretender Landessekretär des Landesgewerbeverbandes von Oberösterreich, dann Kammeramtsdirektor der Kammer der gewerblichen Wirtschaft für Oberösterreich.
Er war Gründungsmitglied des Oberösterreichischen Wirtschaftsbundes.
Von 1962 bis 1974 war Kotzina Abgeordneter zum Nationalrat. Von 1963 bis 1966 war er Staatssekretär im Bundesministerium für Handel und Wiederaufbau, von 1966 bis 1970 Bundesminister für Bauten und Technik.
Er war seit dem Studium Mitglied der katholischen Studentenverbindung K.Ö.H.V. Amelungia Wien und K.D.St.V. Teutonia Freiburg im Üechtland.